# Zaskovci
Zaskovci (cyr. Засковци) – wieś w Serbii, w okręgu pirockim, w mieście Pirot. W 2011 roku liczyła 46 mieszkańców.